# Aeroflot-Flug 8641
Am 28. Juni 1982 verunglückte eine Jakowlew Jak-42 auf dem Aeroflot-Flug 8641, einem Linienflug von Leningrad nach Kiew, durch einen mechanischen Defekt in der Trimmung des Höhenleitwerks. Alle 132 Insassen kamen bei dem Absturz ums Leben.

## Besatzung
Die Besatzung bestand aus Flugkapitän Wjatscheslaw Nikolajewitsch Mussinski, dem Ersten Offizier Alexander Sergejewitsch Stigarew, Flugingenieur Wiktor Iwanowitsch Kedrow und Navigator Nikolai Semenowitsch Winogradow sowie vier Flugbegleitern.

## Verlauf
Um 09:01 Uhr Moskauer Zeit startete die ein Jahr alte Jakowlew Jak-42 als Flug SU8641 vom Flughafen Pulkowo und stieg auf eine Höhe von 9000 Meter. Um 10:48:58 Uhr meldeten die Piloten den Beginn des Sinkfluges. Der Fluglotse wies an, auf 7800 Meter Höhe abzusteigen, was die Piloten auch bestätigten. Für den Sinkflug stellte der Autopilot das Höhenleitwerk auf +0,3°. Um 10:51:30 Uhr schlug das Höhenleitwerk plötzlich voll aus (+2°). Nur drei Sekunden später steuerte der Autopilot entgegen und stellte das HLW auf −5°. In dieser Position verblieb es für drei Sekunden, dann deaktivierte sich der Autopilot und der Winkel des HLW erhöhte sich wieder, wodurch das Flugzeug in einen Sturzflug ging. Als die Piloten die Höhenruder voll nach hinten zogen, neigte sich das Flugzeug schon 50° nach unten und 35° nach links. Die Linksneigung erhöhte sich auf 90° und die Jak-42 stürzte in einer Spirale nach unten. Die Jak-42 zerbrach um 10:51:50 Uhr in einer Höhe von 5700 Metern, bei einer Geschwindigkeit von 810 km/h und einer Sinkrate von 300 m/s aufgrund von Überlastung in mehrere Teile. Die Trümmer stürzten bei Werbowitschi, 10 Kilometer südwestlich von Naroulja, auf den Boden. Alle 132 Insassen von Flug 8641 starben. Es war zu diesem Zeitpunkt der schwerste Flugunfall auf dem Gebiet des heutigen Belarus und der schwerste Unfall einer Jakowlew Jak-42.

## Unfallursache
Die Ursache für den Absturz war das unkontrollierte Ausschlagen des Höhenleitwerks. Die Höhenleitwerkstrimmung war falsch montiert worden, so dass es am Gewinde zu erhöhter Abnutzung und Korrosion kam. Beim Unglücksflug war das Gewinde so stark abgenutzt, dass die Trimmstange schließlich durchrutschte und an der Begrenzungsmutter hängen blieb. Die Mutter gab kurz darauf auch nach, und das lose Höhenleitwerk brachte das Flugzeug in den Sturzflug.

## Folgen
Die gesamte Jak-42-Flotte durfte bis zur Behebung des Problems mit der Trimmung nicht starten und wurde erst Ende 1984 wieder freigegeben.